# Ceranisus nigricornis
Ceranisus nigricornis är en stekelart som beskrevs av Victor Ivanovitsch Motschulsky 1863. Ceranisus nigricornis ingår i släktet Ceranisus och familjen finglanssteklar.
Artens utbredningsområde är Sri Lanka. Inga underarter finns listade.